# Berewoutstraat
De Berewoutstraat is een zijstraat van de Vughterstraat in de binnenstad van 's-Hertogenbosch.
De Berewoutstraat is vernoemd naar de familie Berewout, die in deze straat op de hoek met de Vughterstaat heeft gewoond. Zij kregen in 1352 toestemming om de tweede ommuring van de binnenstad te betimmeren met houtwerk.
De straat kwam vroeger uit op de Koepoort, een van de stadspoorten in de Vestingwerken. Later werd deze poort vervangen door de Sint-Janspoort. Bij deze poort lag ook Bastion Sint-Marie.
Nadat de 's-Hertogenbosch bij het Beleg van 's-Hertogenbosch in 1629 was ingenomen door Frederik Hendrik van Oranje, verlieten honderden Bosschenaren op 17 september de stad via deze poort.
In de straat heeft ook de Berewoutkazerne gestaan. Deze kazerne staat er nog steeds, maar is tegenwoordig in gebruik als een appartementencomplex.